# カトリック仙台司教区
カトリック仙台司教区（カトリックせんだいしきょうく、単に仙台教区とも、羅: Dioecesis Sendaiensis、英: Roman Catholic Diocese of Sendai）は、青森県、岩手県、宮城県、福島県を管轄区域とするキリスト教 カトリック教会の司教区。司教座聖堂（カテドラル）は聖ペトロ・聖パウロ聖堂（元寺小路教会）。

## 司教座聖堂
- 司教座 – 仙台カテドラル 聖ペトロ・聖パウロ聖堂（元寺小路教会）

## 沿革
- 1846年（弘化3年） - 日本使徒座代理区（現在の東京教区）が設立され、横浜に代理区長館が設置される。
- 1866年（慶応2年） - 代理区長館が長崎に移転。
- 1876年（明治9年） - 5月22日、日本使徒座代理区を日本北緯使徒座代理区、日本南緯使徒座代理区（現在の長崎教区）の2区に分割。日本北緯使徒座代理区は横浜に代理区長館を置き、北海道、東北、関東および中部の各地方を管轄区域とした。
- 1877年（明治10年） - 7月、代理区長館が東京に移転。
- 1891年（明治24年） - 4月17日、北緯代理区より北海道と東北地方を分離して函館使徒座代理区が設立、同年6月15日、函館教区に昇格した。
- 1912年 （大正元年） - 8月13日、新潟、山形、秋田の3県を、新設の新潟使徒座知牧区（現在の新潟教区）に委譲。
- 1915年 （大正4年） - 2月12日、函館地区を除く北海道全土および樺太（サハリン）南部を、新設の札幌使徒座知牧区（現在の札幌教区）に委譲。
- 1936年（昭和11年） - 3月9日、司教座を仙台に移転、仙台教区と改称。
- 1952年（昭和27年） - 12月11日、仙台教区に属していた函館地区を、札幌教区に委譲。これ以降現在にいたるまで、仙台教区の管轄地域は青森、岩手、宮城、福島の4県となった。

## 歴代使徒座代理・司教（教区長）

### 使徒座代理
- アレキサンドル・ベルリオーズ（パリ外国宣教会） 1891年

### 司教（教区長）
- 初代 - アレキサンドル・ベルリオーズ（パリ外国宣教会） 1891年 - 1927年
- 2代 - ミカエル浦川和三郎 1941年 - 1953年
- 3代 - ペトロ小林有方 1954年 - 1976年
- 4代 - ライムンド佐藤千敬（ドミニコ会） 1976年 - 1998年
- 5代 - フランシスコ・ザビエル溝部脩（サレジオ修道会）2000年 - 2004年
- 6代 - マルチノ平賀徹夫　2005年 - 2020年[1]
- 7代 - ガクタン・エドガル　2022年[2][3] -

## 所在地・交通アクセス
〒980-0014 宮城県仙台市青葉区本町1-2-12（北緯38度15分48.8秒 東経140度52分42.0秒 / 北緯38.263556度 東経140.878333度）
- JR仙台駅 西口より徒歩7分
- 地下鉄南北線・広瀬通駅 東2出口より徒歩3分
- 地下鉄南北線・仙台駅、JR仙石線・あおば通駅 北5出口より徒歩4分